# Górna Galilea

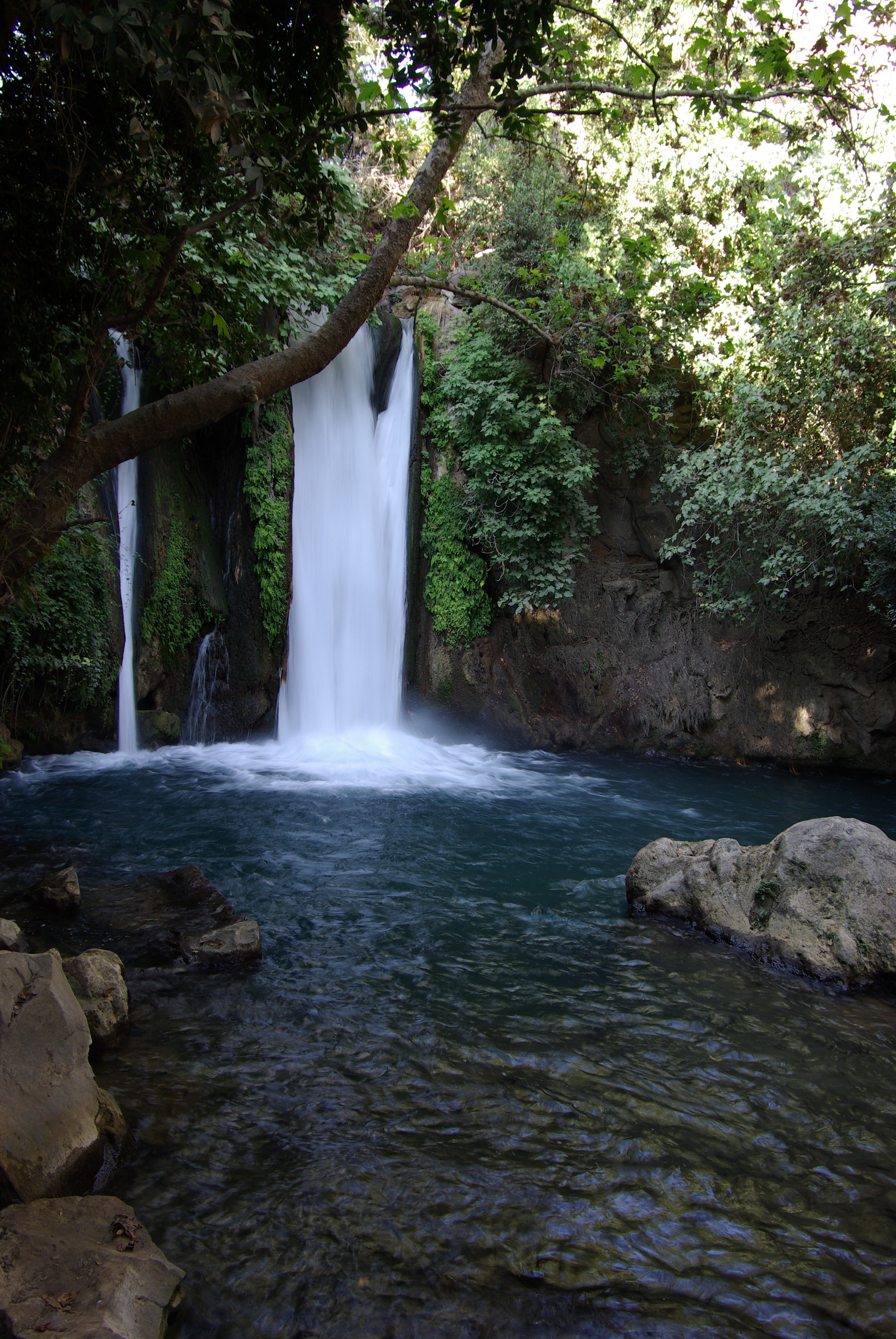
Wodospady Banias na północy Galilei

Górna Galilea (hebr. הגליל העליון) - górzysta kraina w północnym Izraelu, położona w Galilei.

## Geografia
Górna Galilea zaczyna się na północy na rzece Litani w Libanie. Izraelską północną granicą Górnej Galilei są góry ze szczytem Hermon (2814 m n.p.m.). Na południu granicę krainy wyznacza Dolina Beit HaKerem. Wschodnią granicę stanowi Jezioro Tyberiadzkie i Wzgórza Golan. W kierunku północnym wyciąga się tzw. "Palec Galilei" (hebr. אצבע הגליל, Etzba HaGalil), w którym znajdują się miasteczka Kirjat Szemona i Metulla. Nad tym regionem majestatycznie wznosi się masyw najwyższej w Izraelu góry - Hermon (2814 m n.p.m.).
Najwyższym szczytem Górnej Galilei jest góra Meron (1208 m n.p.m.).
Stolicą regionu jest Safed.
Powierzchnia wynosi ponad 1500 km², z czego 800 km² znajduje się w Libanie.